# Les Conséquences économiques de la paix
Les Conséquences économiques de la paix est un ouvrage publié en 1919 par John Maynard Keynes, dans lequel le traité de Versailles est comparé à une « paix carthaginoise », par référence à la rigueur du traité de paix à la fin de la deuxième guerre punique. 

## Présentation générale

### Contexte
John Maynard Keynes, en tant que haut fonctionnaire du Trésor de Sa Majesté, fait partie de la délégation envoyée à Paris pour défendre la position du gouvernement du Royaume-Uni à l'occasion des négociations relatives au traité de Versailles. Keynes soutient au sein de la délégation que les demandes d'indemnités de guerre adressées à l'Allemagne sont exagérées et qu'elles empêcheront le pays de se relever économiquement. Keynes quitte la délégation au printemps 1919. Il retourne enseigner à l'université de Cambridge, où il écrit Les Conséquences économiques de la paix.

### Historique de publication
L'ouvrage de Keynes se veut un essai argumenté et se base sur des documents et des informations pour la plupart publiques. Si l'auteur s'en défend, il a toutefois également recours à des documents de ses archives personnelles, encore confidentielles à l'époque.
Keynes refuse les propositions de son éditeur et amant Daniel MacMillan, et publie l'ouvrage à compte d'auteur. L'immense succès de l'ouvrage lui procure désormais une aisance financière.

## Résumé
Les Conséquences économiques de la paix traitent des décisions prises lors des négociations à Paris, mais aussi des protagonistes de la négociation. Keynes peint ainsi le portrait du président des États-Unis Woodrow Wilson, du président du Conseil Georges Clemenceau, et du Premier ministre du Royaume-Uni David Lloyd George.
La thèse de Keynes était que les réparations de guerre exigées de l'Allemagne étaient :
– un facteur négligé de la négociation, comme si l'économie était négligeable ;
– beaucoup trop élevées par rapport au dommage réel (Keynes s'attachant surtout à démontrer que la France n'a pas tant perdu qu'elle l'affirmait...) ;
– beaucoup trop élevées pour être supportées par l'économie allemande, et par contrecoup par l'économie mondiale ;
– un facteur de ressentiment en Allemagne, donc facteur de risque pour le futur.
En conséquence, l'Allemagne ne « paierait » pas, d'abord parce qu'elle ne pouvait pas. 
Les faits lui donneront en partie raison (l'Allemagne a bien souffert d'une crise économique et elle n'a pas payé) et suffisamment pour assurer le succès du livre. Sur d'autres points, pourtant au moins aussi importants, les faits ont démenti Keynes : 
- La France était beaucoup plus affaiblie que ne le laissait apparaître la victoire de 1918 ; en effet, en plus du million et demi de morts, la totalité de la partie industrialisée du pays, au nord et à l'est, avait été anéantie par la guerre ;
- L'Allemagne a consacré à son réarmement bien plus que ce qui était exigé d'elle au titre des réparations, mais cela ne fut reconnu que bien plus tard et n'a donc pas nui au succès de l'œuvre.

## Postérité

### Succès
Les Conséquences économiques de la paix connaissent un succès important en librairie. En avril 1920, le livre s'était déjà vendu à 18 500 exemplaires au Royaume-Uni. 70 000 exemplaires ont été écoulés dans l'année de sa sortie aux États-Unis.

### Réception critique
Le livre fait scandale en France, et notamment au sein de la délégation française. Jacques Bainville publie, en réponse à Keynes, Les Conséquences politiques de la paix. En 1946, Étienne Mantoux publie, en anglais aux Presses universitaires d'Oxford, The Carthaginian peace: or, The economic consequences of Mr. Keynes, où il montre que beaucoup de prévisions de Keynes sur le déclin de la production industrielle de l'Europe se sont révélées fausses. Il affirme que les réparations représentaient pour l'Allemagne une charge financière surmontable arguant que le réarmement allemand, clandestin au début, coûta sept fois plus cher.

### Rôle réel de Keynes
Lors de sa publication, certains commentateurs critiquent Keynes en l'accusant de se donner un rôle plus important qu'il n'avait réellement en tant que membre de la délégation britannique. Une étude de Peter Clarke de 2022 montre que Keynes n'est pas coupable d'une telle ruse, mais que la véracité historique de l'ouvrage doit être remise en question sur un point tout autre, en ce que Keynes ne fait pas mention de son implication dans la rédaction de l'article 231 du traité de Versailles.

### Conséquences politiques
En Allemagne, le livre est utilisé comme justification aux opposants au « diktat de Versailles ». Aux États-Unis, ce livre a aidé à consolider l'opinion publique américaine contre le traité et pour leur participation à la Société des Nations (à laquelle ils ne participèrent finalement pas). Au Royaume Uni, il aura également diffusé l'idée que l'Allemagne avait été traitée injustement, ce qui sera un facteur majeur au soutien public de la politique d'apaisement dans les années 1930.

### Analyse postérieure
Selon une analyse récente, « la plupart des historiens de l'économie s'accordent aujourd'hui que les réparations étaient raisonnables et que l'Allemagne avait les moyens d'y faire face ». D'autre part, Keynes est soupçonné de s'être fait influencer par un de ses amants, le banquier allemand Carl Melchior. « Il est dans l'histoire peu d'épisodes que la postérité aura moins de raisons d'excuser : une guerre engagée ostensiblement pour défendre le caractère sacré des engagements internationaux, aboutissant à la violation d'un des plus sacrés de tous ces engagements, par les champions victorieux de cet idéal même ».